# Abijah Gilbert
Abijah Gilbert (Gilbertsville, 1806. június 18. – Gilbertsville, 1881. november 23.) az Amerikai Egyesült Államok szenátora (Florida, 1869–1875).